# Fordiophyton longipes
Fordiophyton longipes är en tvåhjärtbladig växtart som beskrevs av Y.C.Huang och Chieh Chen. Fordiophyton longipes ingår i släktet Fordiophyton och familjen Melastomataceae. Inga underarter finns listade i Catalogue of Life.